# Эсертен-э-Сесе
Эсерте́н-э-Сесе́ (фр. Essertenne-et-Cecey) — коммуна во Франции, находится в регионе Франш-Конте. Департамент — Верхняя Сона. Входит в состав кантона Отре-ле-Гре. Округ коммуны — Везуль.
Код INSEE коммуны — 70220.

## География
Коммуна расположена приблизительно в 290 км к юго-востоку от Парижа, в 45 км северо-западнее Безансона, в 60 км к юго-западу от Везуля.
По территории коммуны протекает небольшая река Эшалонж (фр. Echalonge).

## Население
Население коммуны на 2010 год составляло 404 человека.
| 1962 | 1968 | 1975 | 1982 | 1990 | 1999 | 2010 |
| ---- | ---- | ---- | ---- | ---- | ---- | ---- |
| 295  | 264  | 236  | 273  | 314  | 337  | 404  |

## Администрация
| Период | Период | Фамилия        | Партия | Примечания |
| ------ | ------ | -------------- | ------ | ---------- |
| 1995   | 2008   | Даниель Бофиль |        |            |
| 2008   | 2014   | Жан-Марк Пажо  |        |            |

## Экономика
В 2010 году среди 248 человек трудоспособного возраста (15—64 лет) 193 были экономически активными, 55 — неактивными (показатель активности — 77,8 %, в 1999 году было 66,5 %). Из 193 активных жителей работали 177 человек (102 мужчины и 75 женщин), безработных было 16 (7 мужчин и 9 женщин). Среди 55 неактивных 12 человек были учениками или студентами, 28 — пенсионерами, 15 были неактивными по другим причинам.

## Достопримечательности
- Старая кузница (XVIII век). Исторический памятник с 1993 года[3]

## Фотогалерея

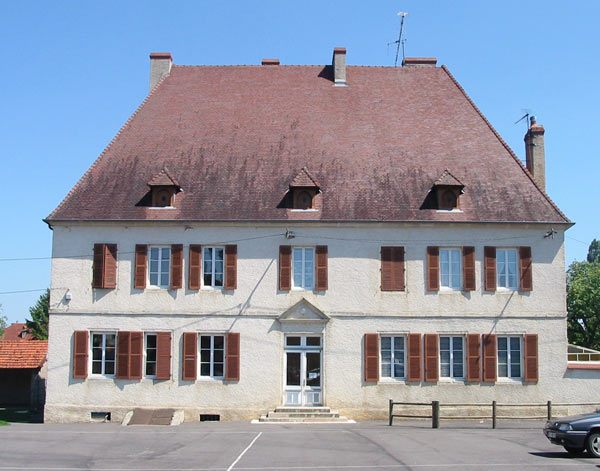
Школа
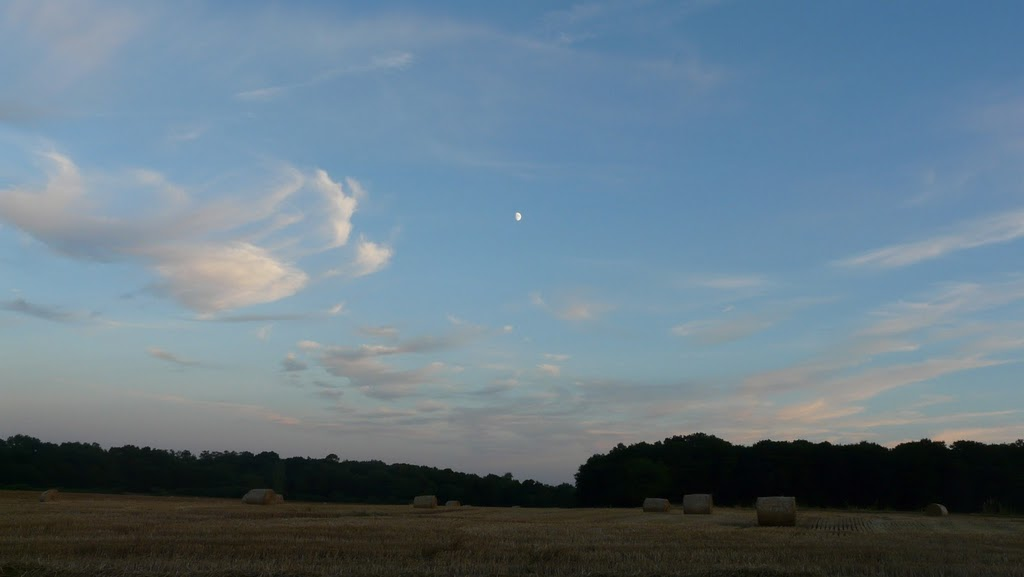
Поле
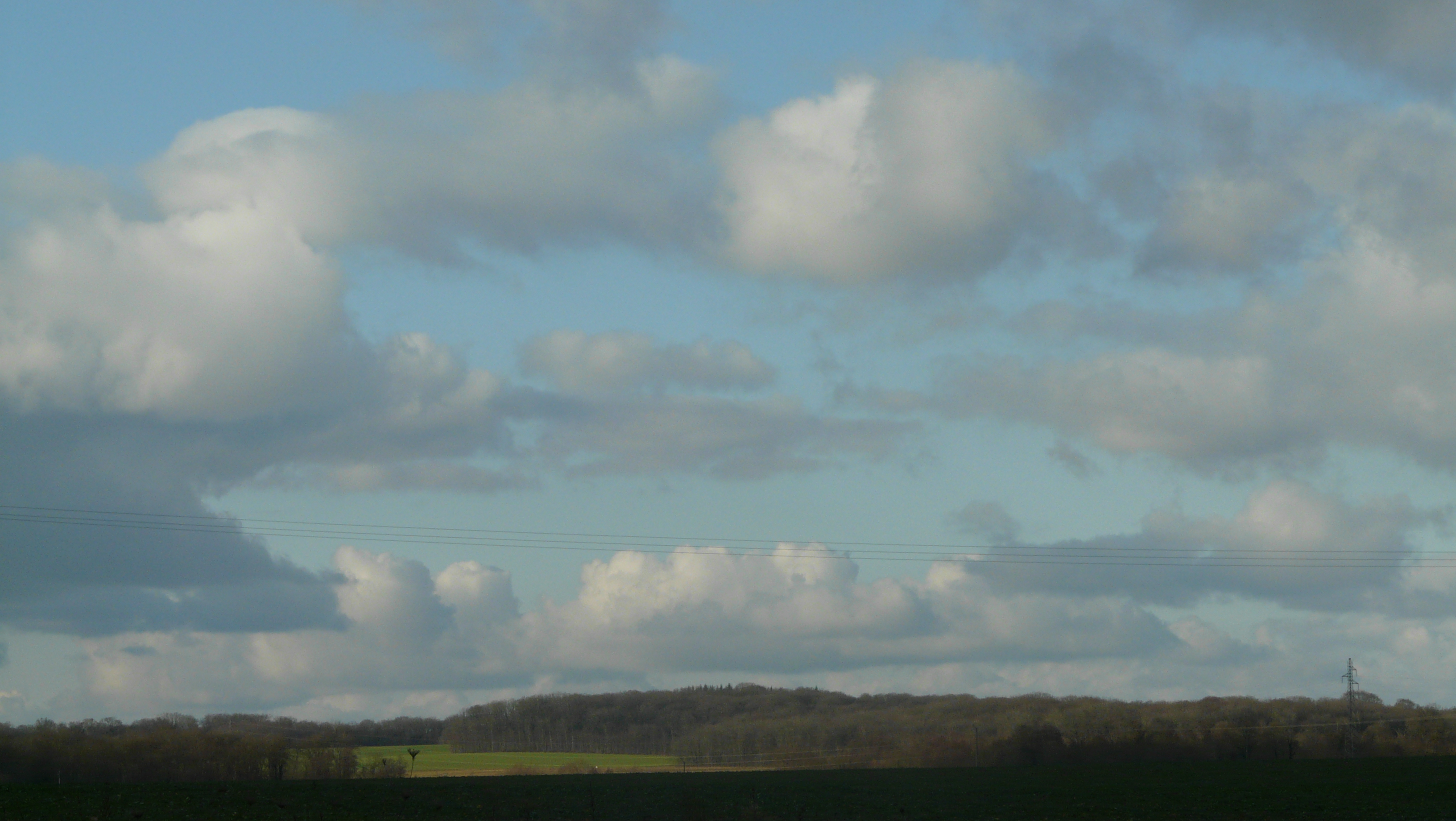
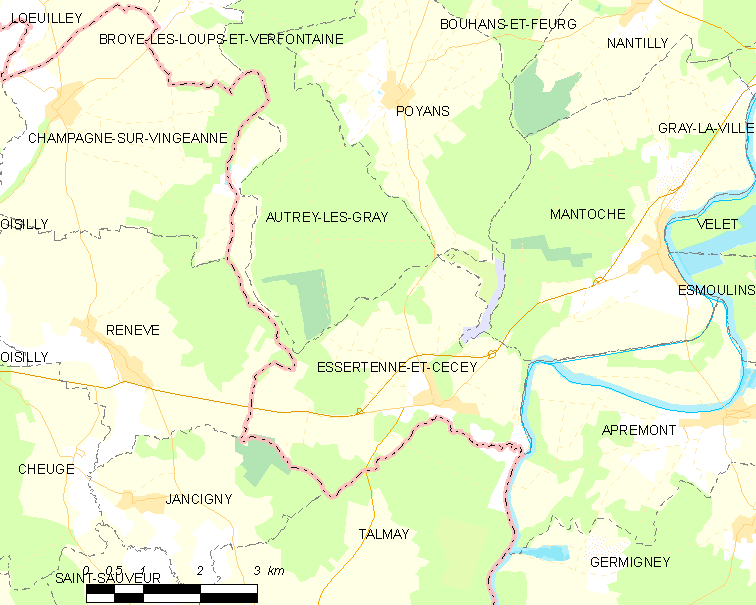
Карта коммуны